# کلوشتر نویندورف

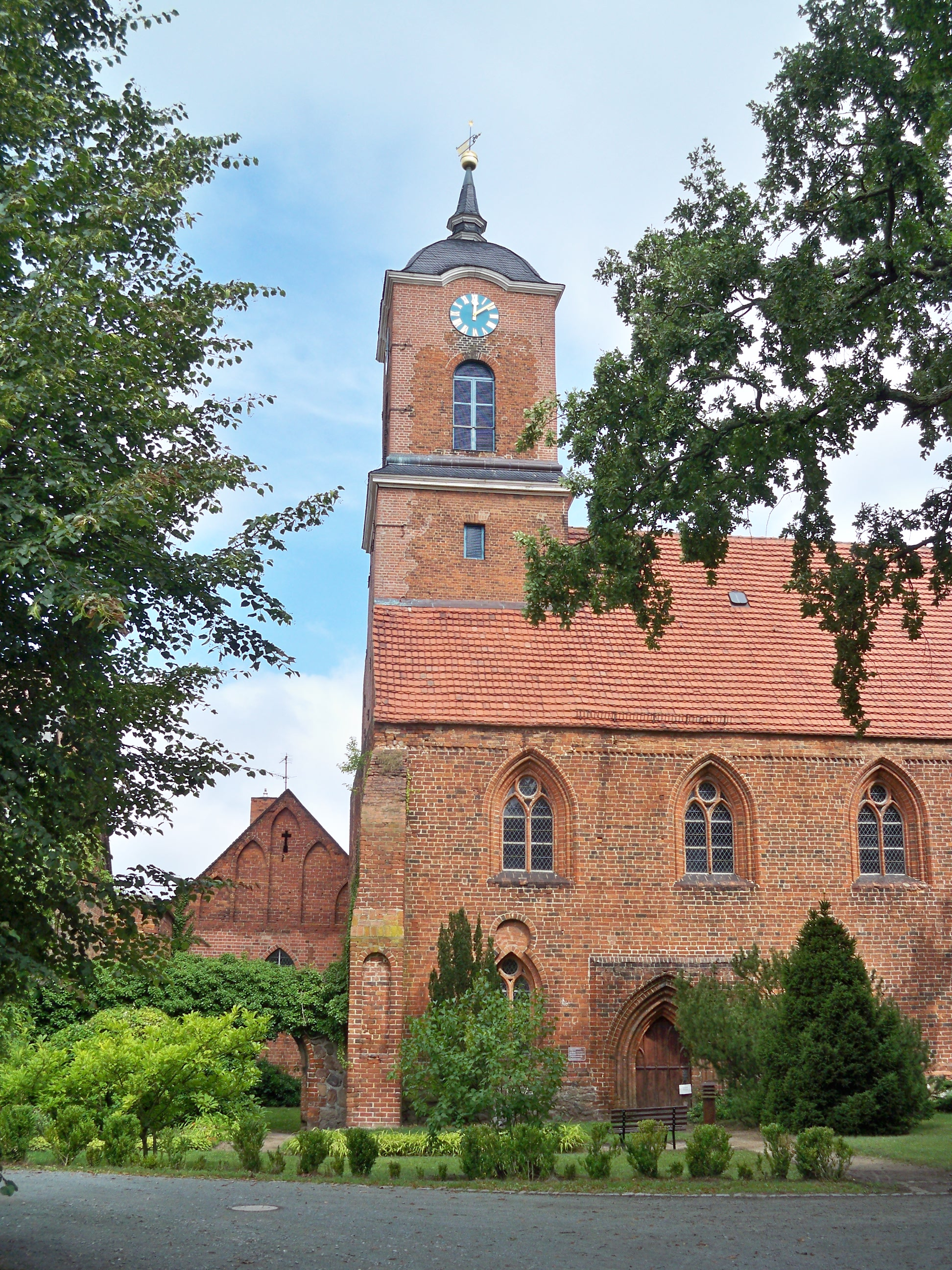
instagram : yazdan2010

کلوشتر نویندورف (به آلمانی: Kloster Neuendorf) یک منطقهٔ مسکونی در آلمان است که در گراده‌لگن واقع شده‌است. کلوشتر نویندورف  ۵۱۰ نفر جمعیت دارد.